# Миллату Ибрахим
«Миллату Ибрахим» (нем. Millatu Ibrahim; от араб. ملة إبراهيم‎ — «религия Ибрахима») — немецкая религиозная организация салафитского направления. Основана в Золингене в 2011 году сторонником Исламского государства Мохамедом Махмудом, который приехал в Германию из Австрии. В её рядах состояли немецкий рэпер Денис Кусперт, присоединившийся впоследствии к Исламскому государству, а также смертник Роберт Баум (Усман аль-Альмани), появившийся в клипе ИГ «Наше государство — победоносное».
Организация вела информационную работу на улицах и в интернете, призывала мусульман к джихаду. Журнал Der Spiegel называл её одной из наиболее важных салафитских групп в Германии.
Запрещена в июне 2012 года после масштабных полицейских рейдов против салафитов. Министр внутренних дел Германии Ханс-Петер Фридрих заявил, что организация выступает против «конституционного строя и межкультурного взаимопонимания», а также поощряет насилие в своей борьбе против действующего конституционного строя.